# جورج يانوشيك
جورج جانوشيك (بالسلوفاكية: Juraj Jánošík)‏ هو قاطع طريق سلوفاكي من القرن الثامن عشر، ولد في يناير 1688 في قرية تريخوفا (في المجر حالياً)، أصبح يانوشك بطل لكثير من القصص والأشعار والقصائد السلوفاكية، وشبه بشخصية روبن هود، حيث كان يسرق المال من النبلاء والاغنياء ويعطيه للفقراء، صيته أصبح معروف أيضاً في البلدان المجاورة مثل بولندا و التشيك، لكن الشخصية الحقيقية له في التاريخ تقول بأنه كان لص وليس هناك دليل على أنه كان يوزع المال على الفقراء، لكنه مع الزمن أصبح رمزاً وطنياً لسلوفاكيا وخلال الإنتفاضة الوطنية السلوفاكية أثناء الاحتلال النازي لسلوفاكيا، أنشأت إحدى أحزاب المقاومة بإسمه.

## السيرة
ولد يانوشيك وعمد في يناير 1688 في قرية تريخوفا وألتي كانت أنذاك جزء من الإمبراطورية الرومانية المقدسة (الإمبراطورية النمساوية لاحقاً) مع بلوغه الخامسة عشر بدأ يحارب مع مجاميع كوروتش المجرية وألتي حاربت لأجل استقلال المجر بقيادة فرنسيس الثاني راكوزي، وبعد هزيمة الراكوزيين في معركة ترينتشين أسر يانوشيك من قبل الجيش النمساوي وأخذ كسجين بيتتشا، وثم هرب مع سجين آخر اسمه توماش أوخورشيك، وأسسوا عصابة قطع طريق معاً، وأصبح يانوشيك قائدها بسن 23، أصبحت تنشط العصابة في شمال غرب مملكة المجر ما بين نهر فاه و فازيتش، لكن أنشطتهم توسعت لتشمل كل سلوفاكيا وأجزاء من بولندا و مورافيا. معظم ضحاياهم كانوا من التجار الأغنياء، تحت قيادة يانوشيك عرفت العصابة بشهامتها، حيث لم يسمح يانوشيك بقتل أي شخص، كما ساعد كاهن مصاب. وكذلك قيل أنهم كانوا يوزعون أموالهم على الفقراء وهذه الأسطورة قد تكون مستندة على حقيقة. بقي يانوشيك يمارس نشاطاته إلى أن ألقي القبض عليه في خريف 1712 وأخذ إلى قصر خراتشوف، لكن تم إطلاق سراحه بعد وقت قصير، قبض عليه مرة أخرى في ربيع 1713 وأخذ إلى معتقل في كلينوفيتش، حيث كان يعيش هناك صديقه أوخورشيك تحت باسم مزيف مارتن مرافيش، حكم عليه في مارس 1713 بالإعدام، وتم إعدامه بوقت قصير أمام العامة بالشنق.